# Quercus benthamii
Quercus benthamii är en bokväxtart som beskrevs av A.Dc. Quercus benthamii ingår i släktet ekar, och familjen bokväxter. IUCN kategoriserar arten globalt som sårbar. Inga underarter finns listade.